# James Sevier Conway
James Sevier Conway (9 dicembre 1796 – 3 marzo 1855) è stato un politico statunitense che servì come primo governatore dell'Arkansas dal 1836 al 1840.

## Primi anni di vita
James Sevier Conway nacque il 4 dicembre 1796 nella contea di Greene, Tennessee, da Thomas e Ann (nata Rector) Conway. Suo padre, Thomas, era nato nella contea di Pittsylvania, Virginia, nel 1771. Gli antenati paterni della famiglia Conway provenivano da Conwy, nel Galles. Tra i fratelli di James vi erano politici noti come Elias N. Conway, William B. Conway e Henry W. Conway. Un suo cugino, Henry M. Rector, fu il sesto governatore dell'Arkansas.
Thomas Conway assunse insegnanti privati per educare i suoi sette figli maschi e tre figlie. Nel 1818 la famiglia si trasferì a St. Louis, dove James apprese l’arte del rilevamento fondiario dallo zio William Rector, geometra generale per Illinois, Missouri e Arkansas.
Nel 1820, Conway lasciò il suo incarico come cancelliere del tribunale della contea di Cole, Missouri, per diventare vice-geometra nel neonato Territorio dell’Arkansas, dove acquistò un appezzamento di terra nella contea di Hempstead (oggi contea di Lafayette). Durante la permanenza in Arkansas conobbe Mary Jane Bradley, originaria della contea di Wilson, Tennessee, che aveva migrato con la famiglia. I due si sposarono il 21 dicembre 1825 e ebbero dieci figli, cinque dei quali morirono in tenera età o nell’infanzia.

## Carriera politica
Nel 1832, Conway fu nominato geometra generale del Territorio dell’Arkansas, incarico che mantenne fino al 1836. In quello stesso anno, quando l’Arkansas divenne stato, fu eletto primo governatore. Durante la sua amministrazione si concentrò sullo sviluppo delle scuole e delle infrastrutture stradali.
Ordinò alla milizia di pattugliare la frontiera occidentale e lavorò per la costruzione dell’arsenale federale a Little Rock. Cercò inoltre di ottenere fondi per la costruzione di un penitenziario statale. Pur sollecitando l’Assemblea Generale per l’istituzione di una biblioteca di stato e di una università, non ebbe successo.
Dopo aver lasciato la carica nel 1840, tornò nella contea di Lafayette, dove servì per tre mandati non consecutivi come direttore dell'ufficio postale.

## Morte e eredità
James S. Conway morì il 3 marzo 1855 per complicazioni dovute a una polmonite. Fu sepolto nel Cimitero Conway (oggi Conway Cemetery State Park), nei pressi di Bradley, Arkansas. Contribuì anche alla fondazione della Lafayette Academy nella contea di Greene, Tennessee. La città di Conway, Arkansas, porta oggi il suo nome.